# 英國下議院議長列表
本條目列出1707年至1800年大不列顛下議院和1801年後英國下議院的議長。
關於英格蘭下議院的「發言人」和議長，見英格蘭下議院議長列表。

## 議長的編號順序
本條目的繼承順序編號分開不同部分計算，每個表格的編號基於所屬下議院任職的議長次序排序。
另一種方法是以英格蘭、大不列顛及英國下議院的議長繼承順序統一計算，以該計法，現任的霍伊爾議長是第158任議長。

## 議長列表

### 大不列顛下議院議長（1707年－1800年）
大不列顛王國根據《1707年聯合法令》成立。1801年起，大不列顛王國與愛爾蘭王國組成大不列顛及愛爾蘭聯合王國，以單一下議院服務整個王國。
| #  | 任期 | 任期 | 議長                       | 圖像 | 選區     | 貴族爵位           |
| -- | ---- | ---- | -------------------------- | ---- | -------- | ------------------ |
| 1  | 1707 | 1708 | 約翰·史密斯爵士            |      | 安多弗   | ...                |
| 2  | 1708 | 1710 | 理查德·昂斯洛爵士          |      | 薩里     | 第一代昂斯洛男爵   |
| 3  | 1710 | 1713 | 威廉·布羅姆利              |      | 牛津大學 | ...                |
| 4  | 1714 | 1715 | 托馬斯·漢默爵士，從男爵    |      | 薩福克   | ...                |
| 5  | 1715 | 1727 | 史賓塞·康普頓爵士          |      | 蘇塞克斯 | 第一代維明頓伯爵   |
| 6  | 1728 | 1761 | 阿瑟·昂斯洛爵士            |      | 薩里     | ...                |
| 7  | 1761 | 1770 | 約翰·卡斯特爵士，從男爵    |      | 格蘭瑟姆 | ...                |
| 8  | 1770 | 1780 | 弗萊徹·諾頓爵士            |      | 吉爾福德 | 第一代格蘭特利男爵 |
| 9  | 1780 | 1789 | 查爾斯·沃爾夫勒·康沃爾爵士 |      | 溫切爾西 | ...                |
| 10 | 1789 | 1789 | 威廉·溫德漢姆·格倫維爾     |      | 白金漢郡 | 第一代格倫維爾男爵 |
| 11 | 1789 | 1800 | 亨利·阿丁頓                |      | 迪韋齊斯 | 第一代西德默斯子爵 |

備註：
1. ↑  由1707年起計算。更平常的做法是包括英格蘭和大不列顛下議院時起的議長計算，按該方法阿丁頓會是第135任，而伯考則是第157任。
2. ↑  當選議長時所屬選區。
3. ↑  昂斯洛是最後一位在大選中落選的議長。
4. ↑  布羅姆利辭去議長職務以出任北方事務大臣（英语：Secretary of State for the Northern Department），但仍為下議院議員直到1732年2月13日逝世為止。
5. ↑  漢默離開了議長職務但仍為下議院議員直到1727年。
6. ↑  康普頓離開了議長職務但仍為下議院議員直到1728年。
7. ↑  昂斯洛是任期最長的議長，並從下議院退休。他可能是最後一位任職一段時間但並未冊封為貴族的議長。
8. ↑  卡斯特在離任議長後不久就逝世。
9. ↑  諾頓在1780年未有尋求連任議長，但仍為下議院議員直到1782年。
10. ↑  康沃爾隨後是1784年－1789年拉伊（英语：Rye (UK Parliament constituency)）選區的議員。
11. ↑  康沃爾在任內逝世。
12. ↑  格倫維爾辭去議長職務以出任內政大臣，但仍為下議院議員直到1790年。

### 英國下議院議長（1801年－）
大不列顛及愛爾蘭聯合王國在1801年成立，1922年愛爾蘭自由邦不再是英國的一部分，1927年更名為大不列顛及北愛爾蘭聯合王國。
| #  | 任期 | 任期 | 議長                   | 圖像 | 議會屆數                                          | 政黨       | 選區                   | 貴族爵位             |
| -- | ---- | ---- | ---------------------- | ---- | ------------------------------------------------- | ---------- | ---------------------- | -------------------- |
| 1  | 1801 | 1801 | 亨利·阿丁頓            |      | 第1屆                                             | 托利黨     | 迪韋齊斯               | 第一代西德默斯子爵   |
| 2  | 1801 | 1802 | 約翰·米特福德          |      | 第1屆                                             | 托利黨     | 東盧港                 | 第一代里茲代爾男爵   |
| 3  | 1802 | 1817 | 查爾斯·阿伯特          |      | 第2屆、第3屆、第4屆、第5屆                        | 托利黨     | 赫爾斯頓               | 科爾切斯特男爵       |
| 4  | 1817 | 1835 | 查爾斯·曼納斯-薩頓     |      | 第5屆、第6屆、第7屆、第8屆、第9屆、第10屆、第11屆 | 托利黨     | 斯卡伯勒               | 第一代坎特伯雷子爵   |
| 5  | 1835 | 1839 | 詹姆斯·阿伯克隆比      |      | 第12屆、第13屆                                    | 輝格黨     | 愛丁堡                 | 鄧弗姆林男爵         |
| 6  | 1839 | 1857 | 查爾斯·肖-勒菲弗       |      | 第13屆、第14屆、第15屆、第16屆                    | 輝格黨     | 北漢普郡               | 第一代埃弗斯利子爵   |
| 7  | 1857 | 1872 | 約翰·伊夫林·丹尼森     |      | 第17屆、第18屆、第19屆、第20屆                    | 自由黨     | 北諾丁漢郡             | 第一代奧盛頓子爵     |
| 8  | 1872 | 1884 | 亨利·布蘭登            |      | 第20屆、第21屆、第22屆                            | 自由黨     | 劍橋郡                 | 第一代漢普登子爵     |
| 9  | 1884 | 1895 | 阿瑟·韋爾斯利·皮爾     |      | 第22屆、第23屆、第24屆、第25屆                    | 自由黨     | 沃里克                 | 第一代皮爾子爵       |
| 10 | 1895 | 1905 | 威廉·考特·格里         |      | 第26屆、第27屆                                    | 自由黨     | 卡萊爾                 | 第一代塞爾比子爵     |
| 11 | 1905 | 1921 | 詹姆斯·勞瑟            |      | 第27屆、第28屆、第29屆、第30屆、第31屆            | 保守黨     | 科克茅斯               | 第一代厄爾斯沃特子爵 |
| 12 | 1921 | 1928 | 約翰·亨利·惠特利       |      | 第31屆、第32屆、第33屆、第34屆                    | 自由黨聯盟 | 哈利法克斯             | ...                  |
| 13 | 1928 | 1943 | 愛德華·菲茨羅伊        |      | 第34屆、第35屆、第36屆、第37屆                    | 保守黨     | 達文特里               | ...                  |
| 14 | 1943 | 1951 | 道格拉斯·克利夫頓·布朗 |      | 第37屆、第38屆、第39屆                            | 保守黨     | 赫克瑟姆               | 第一代拉夫賽德子爵   |
| 15 | 1951 | 1959 | 威廉·莫里森            |      | 第40屆、第41屆                                    | 保守黨     | 賽倫塞斯特及圖克斯伯里 | 第一代鄧羅西爾子爵   |
| 16 | 1959 | 1965 | 哈利·希爾頓-福斯特爵士 |      | 第42屆、第43屆                                    | 保守黨     | 倫敦及西敏市           | ...                  |
| 17 | 1965 | 1971 | 霍納斯·金博士          |      | 第43屆、第44屆、第45屆                            | 工黨       | 南安普頓伊欽           | 美比-金男爵          |
| 18 | 1971 | 1976 | 塞爾文·勞埃            |      | 第45屆、第46屆、第47屆                            | 保守黨     | 威勒爾                 | 塞爾文-勞埃男爵      |
| 19 | 1976 | 1983 | 喬治·托馬斯            |      | 第47屆、第48屆                                    | 工黨       | 西加的夫               | 第一代湯尼潘帝子爵   |
| 20 | 1983 | 1992 | 伯納德·韋瑟里爾        |      | 第49屆、第50屆                                    | 保守黨     | 克羅伊登東北           | 韋瑟里爾男爵         |
| 21 | 1992 | 2000 | 貝蒂·布思羅伊德        |      | 第51屆、第52屆                                    | 工黨       | 西西布朗               | 布思羅伊德女男爵     |
| 22 | 2000 | 2009 | 邁克爾·馬丁            |      | 第52屆、第53屆、第54屆                            | 工黨       | 格拉斯哥斯普林伯恩     | 斯坪本男爵馬丁       |
| 23 | 2009 | 2019 | 約翰·伯考              |      | 第54屆、第55屆、第56屆、第57屆                    | 保守黨     | 白金漢                 |                      |
| 24 | 2019 | 現任 | 林赛·霍伊尔            |      | 第57屆                                            | 工黨       | 喬利                   |                      |

備註：
1. ↑  由1801年起計算。更平常的做法是包括英格蘭和大不列顛下議院時起的議長計算，按該方法阿丁頓會是第135任，而伯考則是第157任。
2. ↑  指當選議長時所屬政黨。現代慣例是議長在不屬任何黨派並保持政治中立。自1935年起，議長尋求連任時不標明所屬政黨[1]；同時議長在一般慣例下不會被主要政黨候選人反對，即同時獲執政黨及官方反對黨同意。
3. ↑  當選議長時所屬選區。
4. ↑  阿丁頓在擔任首相後辭去下議院議長職務，但仍擔任議員直至1805年。
5. ↑  阿伯特隨後是1802年黑茨伯里（英语：Heytesbury (UK Parliament constituency)）、隨後是1802年－1806年伍德斯托克（英语：Woodstock (UK Parliament constituency)）及1806年－1817年牛津大學（英语：Oxford University (UK Parliament constituency)）選區的議員。
6. ↑  曼納斯-薩頓隨後是1832年－1835年劍橋大學（英语：Cambridge University (UK Parliament constituency)）選區的議員。1835年他競逐連任議長失敗，但他留任下議院議員幾星期直到他被冊封為貴族為止。以後再沒有議長在被擊敗後能留在下議院多過幾天。
7. ↑  皮爾隨後是1885年－1895年沃里克和萊明頓選區的議員。
8. ↑  勞瑟隨後是1918年－1921年彭里斯及科克茅斯（英语：Penrith (UK Parliament constituency)）選區議員。
9. ↑  惠特利在下議院退休時拒絕受封貴族爵位。
10. ↑  菲茨羅伊在任內逝世，他的遺孀成為第一代菲茨羅伊男爵夫人。
11. ↑  希爾頓-福斯特在任內逝世，他的遺孀成為希爾頓-福斯特男爵夫人。
12. ↑  馬丁隨後是2005年起的東北格拉斯哥選區議員，後在2009年辭職。他是自1695年約翰·特雷弗爵士被開除議長職務後首名迫於公眾壓力辭職的議長。